# 竹山運輸
竹山運輸有限会社（たけやまうんゆ）は、長崎県平戸市に本社のある海運会社である。平戸市の二次離島である度島と、平戸島を連絡するフェリーを運航している。

## 概要
1950年代には個人事業として平戸 - 度島の旅客定期航路を運航し、1960年代に竹山運輸有限会社として法人化、1981年（昭和56年）にカーフェリー「フェリー度島」が就航しフェリー化された。
この間、平戸口運輸が参入した時期もあったものの、2024年現在は度島と島外を結ぶ唯一の定期航路として客貨の輸送を行っている。また竹山運輸としても平戸 - 度島が唯一の定期航路であるが、予備船を持つことから、周辺各社のドック代船としての貸船業務を行っており、所有するフェリーは江崎海陸運送、鷹島汽船等でも使用される。

## 航路
- 平戸（平戸島） - 飯盛（度島） - 本村（度島）

航路距離12.4km（飯盛経由）、所要時間45分（同左）。
一日4往復、平戸行のうち2便は飯盛を経由しない。

## 船舶

### 運航中の船舶

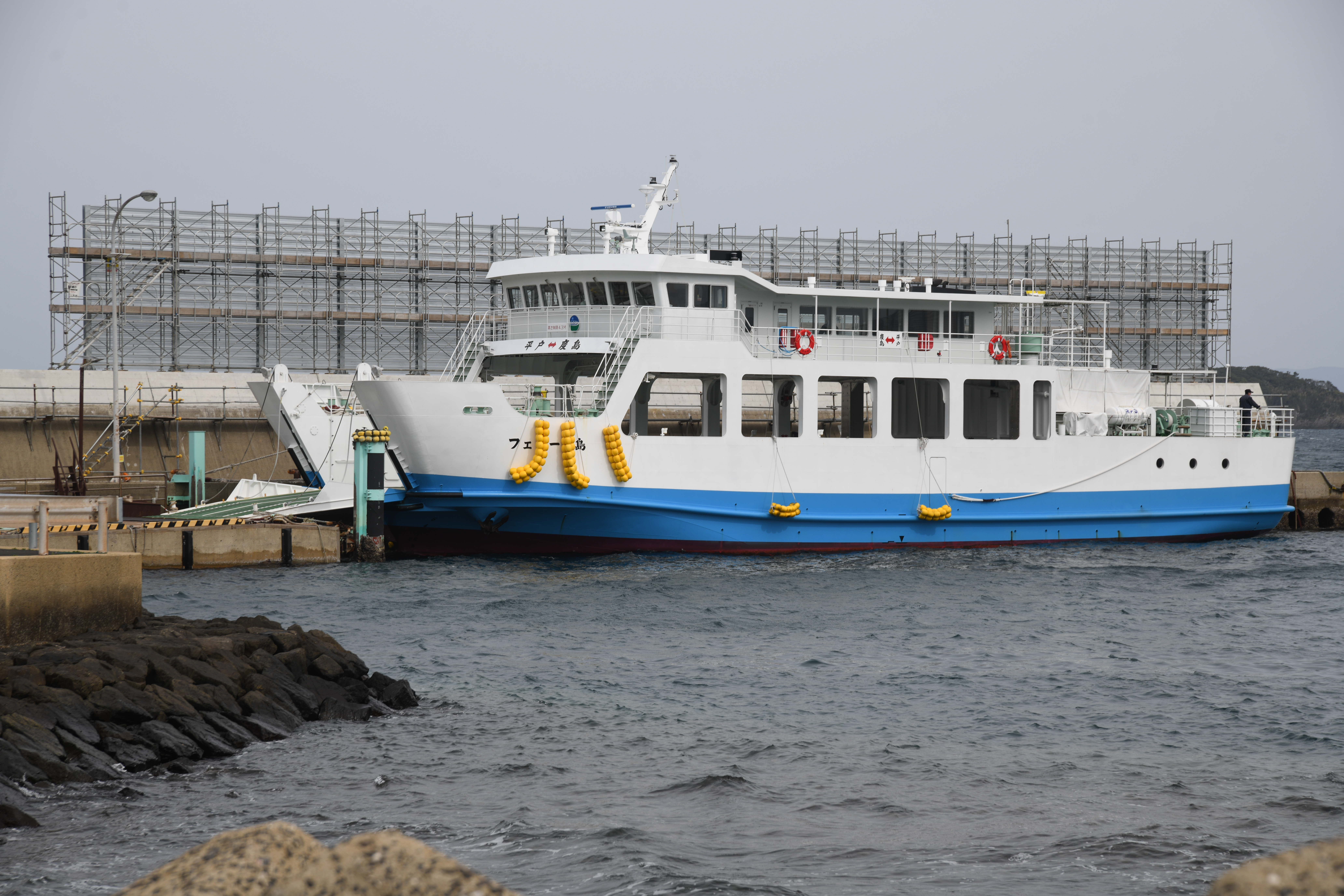
フェリー度島（2代・2024年）

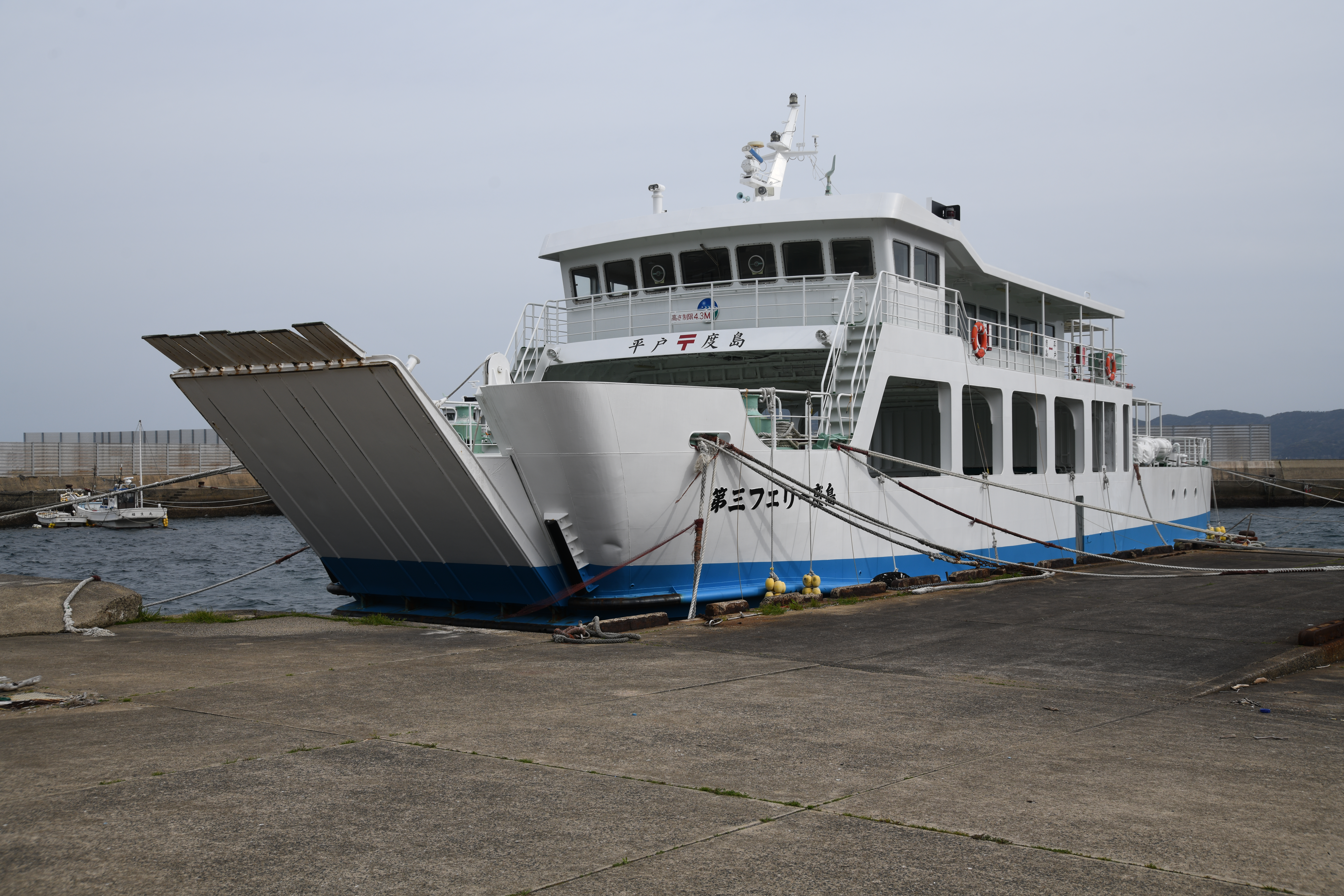
第三フェリー度島（2024年）

- フェリー度島（2代）

2023年3月進水、長崎造船建造。鉄道・運輸機構共有。
199総トン、航海速力11.0ノット、旅客定員95名。
- 第三フェリー度島[4]

2008年7月20日竣工、長崎造船建造。
199総トン、全長37.10m、型幅8.50m、型深さ3.00m、ディーゼル1基、機関出力625kw、最大速力12.2ノット、旅客定員95名。
基本的に「第二フェリー度島」と同型だが、本船よりバリアフリー対応となった。

### 過去の船舶

#### フェリー

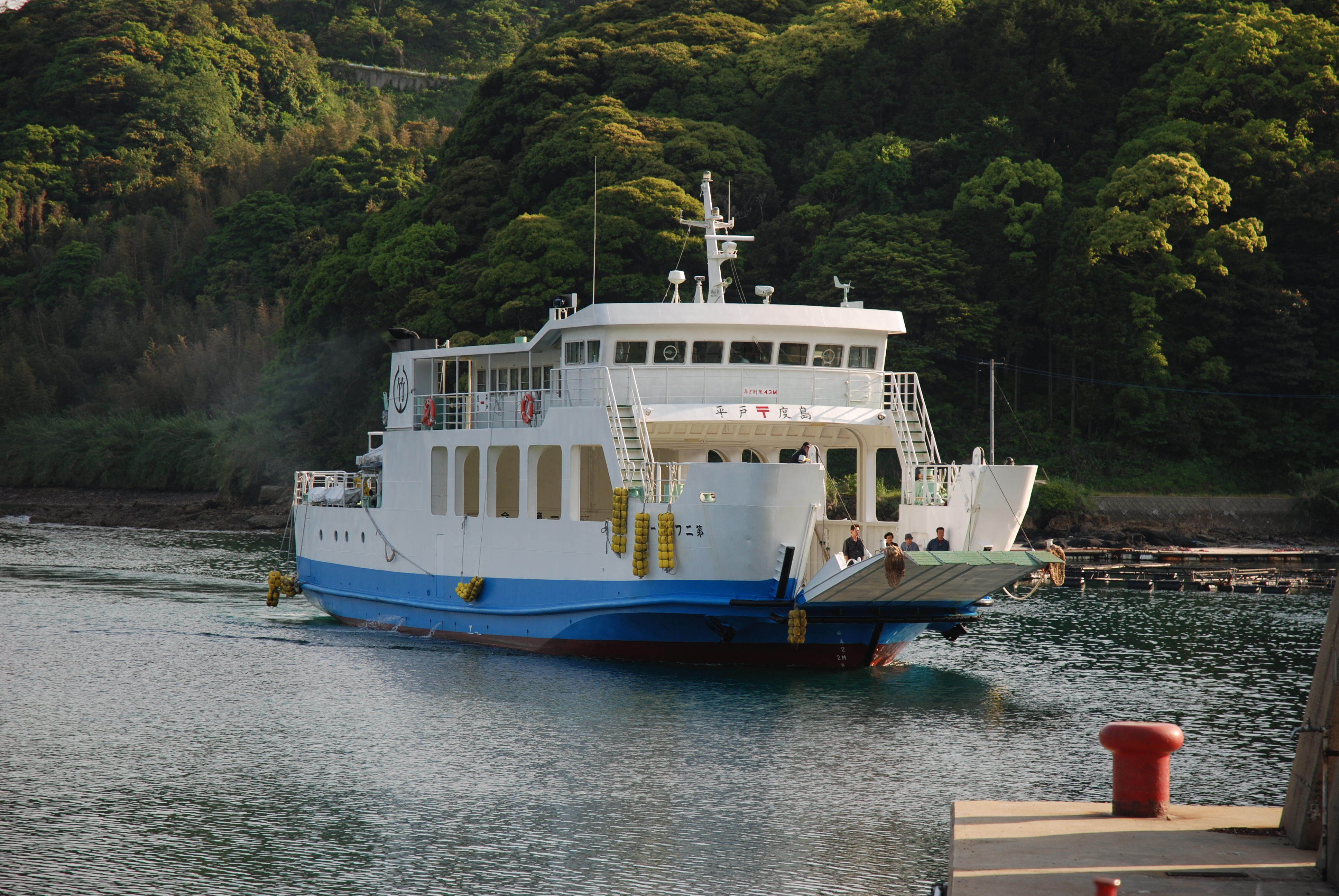
第二フェリー度島
（鷹島汽船ドック代船時・2010年）

- フェリー度島（初代）[5]

1981年12月竣工、平戸造船所建造。
138.44総トン、全長29.40m、型幅7.00m、型深さ2.70m、ディーゼル1基、機関出力500ps、航海速力10.5ノット、旅客定員100名、4tトラック2台・乗用車1台。
初のカーフェリー。船尾ランプ・載荷重量17.5tの限定的な航送能力であった。
- 第八フェリーいきつき[6]

1974年10月竣工、福本造船所建造。もと鷹島汽船「フェリーたかしま」→フェリーいきつき（生月・舘浦漁業協同組合）。
198.80総トン、全長33.64m、型幅8.40m、型深さ2.90m、ディーゼル1基、機関出力700ps、航海速力10.3ノット、旅客定員126名。
- 第二フェリー度島[7]

1996年2月5日竣工、長崎造船建造。
199総トン、全長34.36m、型幅8.50m、型深さ3.00m、ディーゼル1基、機関出力900ps、航海速力11.00ノット、旅客定員95名（平水150名）、トラック4台または乗用車9台・軽乗用車2台。
フェリー化第二船。船首ランプとなり、車両航送能力を大幅に増強し、船容が大きく変わった。

#### 旅客船
- 初栄丸[8][2]

1954年5月進水、木造。
26.49総トン、焼玉機関→ディーゼル、機関出力50→90ps、航海速力7ノット、旅客定員21名。
- 度島丸[9]

1967年10月竣工、井筒造船所建造、鋼製。船舶整備公団と共有。
51.97総トン、登録長19.60m、型幅4.50m、型深さ1.80m、ディーゼル1基、機関出力160ps、航海速力9.86ノット、旅客定員50名。